# Ingrid Stöckl
Ingrid Stöckl, née le 28 mars 1969 à Tamsweg, est une ancienne skieuse alpine autrichienne.

## Championnats du monde
- Championnats du monde de 1991 à Saalbach (Autriche) :
  -  Médaille d'argent en Combiné

## Coupe du monde
- Meilleur résultat au classement général : 29e en 1991
  - 1 victoire : 1 combiné

### Saison par saison
- Coupe du monde 1989 :
  - Classement général : 80e
- Coupe du monde 1990 :
  - Classement général : 35e
- Coupe du monde 1991 :
  - Classement général : 29e
    - 1 victoire en combiné : Morzine
- Coupe du monde 1992 :
  - Classement général : 79e
- Coupe du monde 1993 :
  - Classement général : 84e
- Coupe du monde 1994 :
  - Classement général : 73e
- Coupe du monde 1995 :
  - Classement général : 62e
- Coupe du monde 1996 :
  - Classement général : 36e
- Coupe du monde 1997 :
  - Classement général : 96e
- Coupe du monde 1998 :
  - Classement général : 116e

## Arlberg-Kandahar
- Meilleur résultat : 23e place dans la descente 1993-94 à Sankt Anton